# Espícula (física solar)

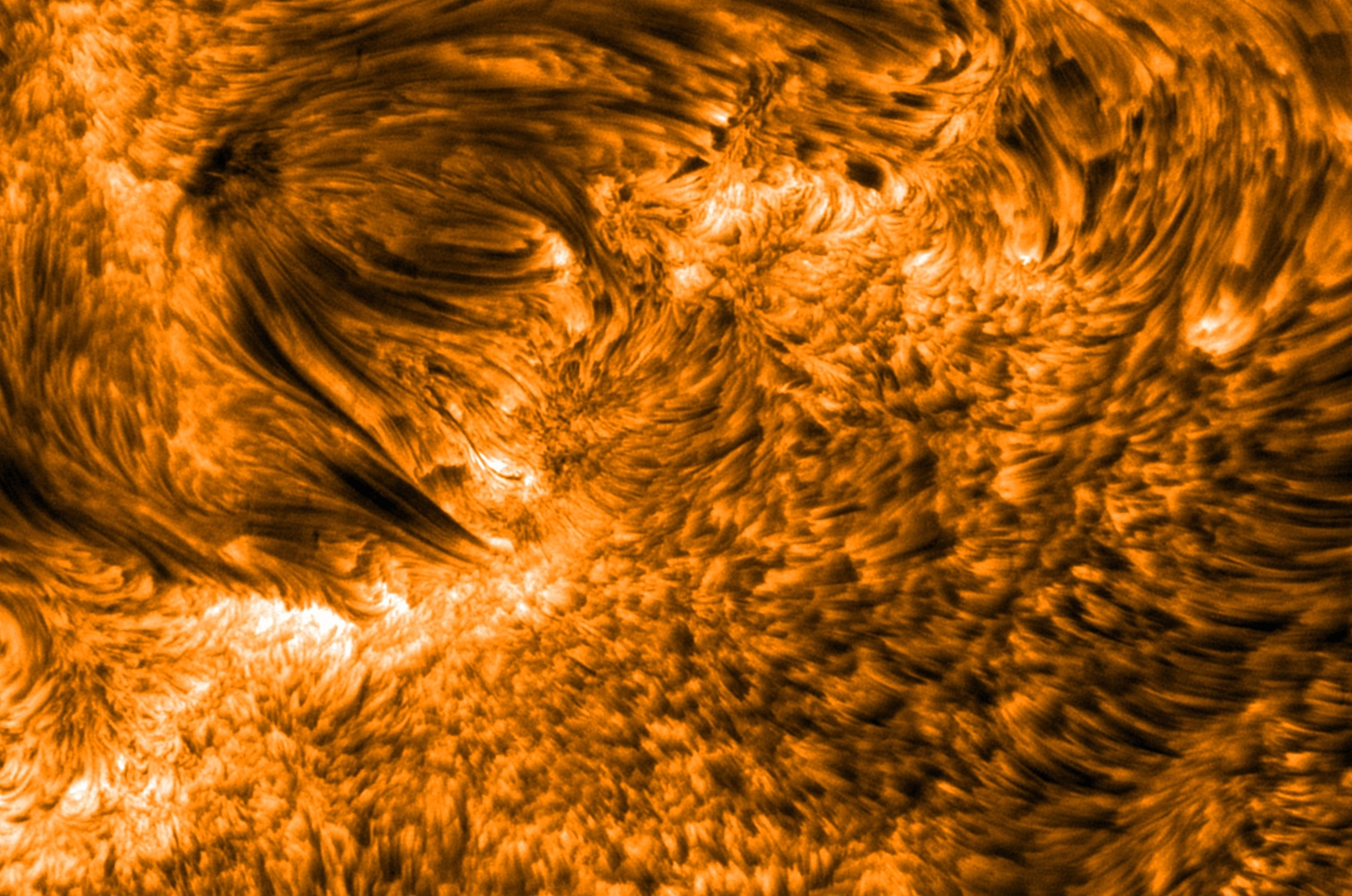
Espículas, visibles como tubos oscuros. Región activa solar 10380, junio de 2004

En física solar, una espícula es una concentración de flujo gaseoso de aproximadamente 500 km de diámetro que se eleva desde la fotósfera del sol hacia la cromósfera a una velocidad aproximada de 20 km/s. Las espículas fueron descubiertas en 1877 por el reverendo Angelo Secchi, del Observatorio Vaticano en Roma.
Su denominación de espículas (pequeñas espigas en latín) hace referencia al aspecto que muestran cuando son observadas mediante un telescopio.

## Descripción
Cada espícula dura unos 15 minutos; en el limbo solar aparecen elongadas (si se observan sobre el disco, son denominadas "motas" o "fibras"). Normalmente están asociadas con regiones de alto flujo magnético; su flujo de masa es aproximadamente de 100 veces el del viento solar. Ascienden a razón de 20 km/s (o 72.000 km/h) y pueden alcanzar varios millares de kilómetros de altura antes de colapsar y desvanecerse.

## Prevalencia
En cada instante hay aproximadamente unas 300.000 espículas activas a la vez en la cromosfera solar, ocupando aproximadamente un 1% de la superficie del Sol. Una espícula individual típica alcanza entre 3.000 y 10.000 km de altitud por encima de la fotosfera.

## Causas
Bart De Pontieu (del Laboratorio de Astrofísica Solar Lockheed Martin, de Palo Alto, California, Estados Unidos), Robert Erdélyi y Stewart James (ambos de la Universidad de Sheffield, Reino Unido) formularon en 2004 la hipótesis de que las espículas se forman a partir del modo de oscilación sísmico "P" en la superficie del Sol, ondas de sonido con un periodo de aproximadamente cinco minutos que causan que la superficie del Sol suba y baje varios centenares de metros por segundo (véase heliosismología). Los tubos de flujo magnético que se inclinan fuera de la vertical pueden concentrar y guiar el incremento de material hacia la parte superior de la atmósfera solar para formar una espícula. Sin embargo, en la comunidad de la física solar todavía sigue viva la controversia sobre este asunto .